# Miguel Tapias
Miguel Tapias (Hermosillo, 1997. január 9. –) mexikói labdarúgó, az amerikai Minnesota United hátvédje.

## Pályafutása
Tapias a mexikói Hermosillo városában született. Az ifjúsági pályafutását a Pachuca akadémiájánál kezdte.
2016-ban mutatkozott be a Pachuca első osztályban szereplő felnőtt keretében. 2016 és 2018 között a Zacatecas csapatát erősítette kölcsönben. 2023. február 8-án hároméves szerződést kötött az észak-amerikai első osztályban érdekelt Minnesota United együttesével. Először a 2023. február 26-ai, Dallas ellen 1–0-ra megnyert mérkőzésen lépett pályára. Első gólját 2023. március 19-én, a Colorado Rapids ellen idegenben 2–1-es győzelemmel zárult találkozón szerezte meg.

## Statisztikák
2023. április 2. szerint
| Klub             | Szezon   | Osztály  | Bajnokság | Bajnokság | Kupa  | Kupa | Nemzetközi | Nemzetközi | Összesen | Összesen |
| Klub             | Szezon   | Osztály  | Meccs     | Gól       | Meccs | Gól  | Meccs      | Gól        | Meccs    | Gól      |
| ---------------- | -------- | -------- | --------- | --------- | ----- | ---- | ---------- | ---------- | -------- | -------- |
| Minnesota United | 2023     | MLS      | 5         | 1         | 0     | 0    | —          | —          | 5        | 1        |
| Összesen         | Összesen | Összesen | 5         | 1         | 0     | 0    | 0          | 0          | 5        | 1        |

## Sikerei, díjai
Pachuca
- Liga MX
  - Bajnok (1): 2022 Apertura